# Gran Premio di Francia 1984
Il Gran Premio di Francia 1984 è stata la quinta prova della stagione 1984 del Campionato mondiale di Formula 1. Si è corsa domenica 20 maggio 1984 sul Circuito di Digione. La gara è stata vinta dall'austriaco Niki Lauda su McLaren-TAG Porsche; per il vincitore si trattò del ventunesimo successo nel mondiale. Ha preceduto sul traguardo il francese Patrick Tambay su Renault  e il britannico Nigel Mansell, su Lotus-Renault.

## Vigilia

### Sviluppi futuri
A margine della gara vi fu una riunione tra i costruttori in merito alle proposte sul regolamento tecnico del 1985. La Federazione Internazionale dello Sport Automobilistico aveva proposto di ridurre, ulteriormente, la capacità dei serbatoi delle vetture, proposta che veniva rigettata da quasi tutti i costruttori, che si trovavano in grossa difficoltà coi consumi. La Renault, in crisi, per bocca del direttore tecnico Gérard Larrousse, minacciò l'uscita dal campionato, mentre la Tyrrell, che disponeva di un vecchio motore a pressione atmosferica, non era disposta ad accettare la richiesta dei costruttori dei motori turbo, di ampliare a 230 litri la capacità dei serbatoi. La casa francese ribadì, in seguito, la sua volontà di restare nel campionato.
Teo Fabi, pilota della Brabham, durante una sessione di prove della 500 Miglia di Indianapolis, da lui disputata, pochi giorni prima del gran premio di Francia, annunciò la sua volontà di abbandonare le corse, al termine della stagione.

### Aspetti tecnici
Una serie di scioperi che aveva colpito la Germania Ovest mise in dubbio la tenuta della gara. Quasi tutti i costruttori, infatti, si appoggiavano ad aziende tedesche per l'acquisto di componenti, con la KKK, che produceva turbine per i turbo, o la Malhe, azienda specializzata in pistoni.
La Toleman fece esordire la nuova TG184, con il doppio alettone posteriore. La casa britannica, dopo aver rotto il contratto con la Pirelli, passò alla fornitura di pneumatici della Michelin. La Ferrari presentò delle nuove sospensioni, mentre la BMW che, come fornitore dei motori, aveva vissuto solo ritiri da inizio stagione, portò delle modifiche al collettore degli scarichi. L'ATS montò un nuovo sistema frenante e un nuovo radiatore per l'olio.
Nella solita alternanza, l'Arrows affidò la vettura turbo, l'A7, a Thierry Boutsen, mentre l'A6, a motore a pressione atmosferica, venne lasciata a Marc Surer.
La Renault cercò di limitare i consumi portando un nuovo tipo di carburante, fornito dalla Elf. La casa transalpina provò un sistema di "riscaldamento" della benzina congelata, ancora una volta quale sistema per ridurre i consumi. L'altra scuderia francese, la Ligier, motorizzata anch'essa dalla Renault, tesò un collettore più grande e rialzato, che avrebbe consentito di utilizzare meglio il carburante.

### Aspetti sportivi
Dopo due edizioni del Gran Premio di Francia disputate al Circuito Paul Ricard, la gara tornò sul Circuito di Digione. Il tracciato della Borgogna aveva ospitato già quattro edizioni della gara, e una del Gran Premio di Svizzera, nel 1982. Gli organizzatori del circuito avevano affittato la struttura a Bernie Ecclestone, al fine di evitare l'ingaggio di 900.000 dollari chiesto dalla FOCA, per poter ospitare il mondiale. Fu l'ultima presenza per questa pista nel mondiale di F1.
L'Osella iscrisse solo una vettura, per Piercarlo Ghinzani, non essendo ancora pronta la versione turbo per Jo Gartner.

## Qualifiche

### Resoconto
Patrick Tambay fu il più rapido nella sessione ufficiale del venerdì. Il francese precedette, di poco più di un decimo, Elio De Angelis (il più rapido sul breve rettilineo davanti ai box, con una punta di 307,7 km/h), e di 6 decimi Nelson Piquet. Tambay, dopo aver ottenuto il tempo, fu costretto a fermarsi in pista, col motore rotto. Anche la McLaren ruppe tre propulsori, mentre si verificarono problemi simili anche sulle vetture motorizzate dalla BMW. Le Ferrari presentarono dei problemi nel mandare in temperatura gli pneumatici, e chiusero solo con l'undicesimo e dodicesimo tempo; le due vetture italiane scalarono di una posizione, dopo che, al termine delle qualifiche, Andrea De Cesaris, che aveva chiuso col nono tempo, vide cancellati i suoi tempi, in quanto i due estintori montati sulla sua Ligier, vennero trovati scarichi.
Al sabato la pioggia non consentì a nessun pilota di migliorare la prestazione del venerdì, ma permise alle scuderie di testare le vetture in assetto da bagnato, visto che le previsioni annunciavano pioggia, anche per la gara. Il più rapido fu Nigel Mansell, che chiuse con 1'20"061, diciotto secondo in più del tempo fatto segnare da Tambay, il giorno precedente. Per il francese si trattò della quinta, e ultima, pole position nel mondiale, la trentunesima per la Renault, come costruttore. Fu l'ultima per la casa francese fino a quella ottenuta da Fernando Alonso, nel Gran Premio della Malesia 2003. Per il sesto anno di fila la pole position fu conquistata da un pilota francese. In prima fila rimase De Angelis (anche lui su vettura motorizzata Renault), mentre la seconda fila fu di Piquet e Keke Rosberg. Andrea De Cesaris non riuscì a ottenere un tempo valido per qualificarsi, stante la squalifica del giorno precedente. Il suo compagno di scuderia, François Hesnault, decise di non prendere parte alla gara, permettendo così al pilota italiano di partire.

### Risultati
I risultati delle qualifiche furono i seguenti:
| Pos                     | Nº | Pilota             | Costruttore           | Tempo    | Griglia |
| ----------------------- | -- | ------------------ | --------------------- | -------- | ------- |
| 1                       | 15 | Patrick Tambay     | Renault               | 1'02"200 | 1       |
| 2                       | 11 | Elio de Angelis    | Lotus-Renault         | 1'02"336 | 2       |
| 3                       | 1  | Nelson Piquet      | Brabham-BMW           | 1'02"806 | 3       |
| 4                       | 6  | Keke Rosberg       | Williams-Honda        | 1'02"908 | 4       |
| 5                       | 7  | Alain Prost        | McLaren-TAG Porsche   | 1'02"982 | 5       |
| 6                       | 12 | Nigel Mansell      | Lotus-Renault         | 1'03"200 | 6       |
| 7                       | 16 | Derek Warwick      | Renault               | 1'03"540 | 7       |
| 8                       | 14 | Manfred Winkelhock | ATS-BMW               | 1'03"865 | 8       |
| 9                       | 8  | Niki Lauda         | McLaren-TAG Porsche   | 1'04"419 | 9       |
| 10                      | 27 | Michele Alboreto   | Ferrari               | 1'04"459 | 10      |
| 11                      | 28 | René Arnoux        | Ferrari               | 1'04"917 | 11      |
| 12                      | 5  | Jacques Laffite    | Williams-Honda        | 1'05"410 | 12      |
| 13                      | 19 | Ayrton Senna       | Toleman-Hart          | 1'05"744 | 13      |
| 14                      | 25 | François Hesnault  | Ligier-Renault        | 1'05"850 | NP      |
| 15                      | 18 | Thierry Boutsen    | Arrows-BMW            | 1'05"972 | 14      |
| 16                      | 22 | Riccardo Patrese   | Alfa Romeo            | 1'06"172 | 15      |
| 17                      | 23 | Eddie Cheever      | Alfa Romeo            | 1'06"281 | 16      |
| 18                      | 2  | Teo Fabi           | Brabham-BMW           | 1'06"370 | 17      |
| 19                      | 20 | Johnny Cecotto     | Toleman-Hart          | 1'08"109 | 18      |
| 20                      | 17 | Marc Surer         | Arrows-Ford Cosworth  | 1'08"457 | 21      |
| 21                      | 4  | Stefan Bellof      | Tyrrell-Ford Cosworth | 1'08"608 | 20      |
| 22                      | 10 | Jonathan Palmer    | RAM-Hart              | 1'09"047 | 21      |
| 23                      | 9  | Philippe Alliot    | RAM-Hart              | 1'09"447 | 22      |
| 24                      | 3  | Martin Brundle     | Tyrrell-Ford Cosworth | 1'09"554 | 23      |
| 25                      | 21 | Mauro Baldi        | Spirit-Hart           | 1'09"629 | 24      |
| 26                      | 24 | Piercarlo Ghinzani | Osella-Alfa Romeo     | 1'11"625 | 25      |
| Vetture non qualificate |    |                    |                       |          |         |
| NQ                      | 26 | Andrea De Cesaris  | Ligier-Renault        | 1'22"388 | 26      |

## Gara

### Resoconto
La domenica il cielo si presentò coperto, ma senza pioggia. Al via Patrick Tambay sembrò anticipare la partenza, traendo in inganno Nelson Piquet, che partiva terzo. Ne approfittò Elio De Angelis, secondo, che prese il comando della gara. Tambay fu capace di resistere agli attacchi di Piquet e Keke Rosberg, e riprese la testa del gran premio. Dietro, Nigel Mansell sfruttò l'occasione, e si pose davanti a Piquet e Rosberg, seguendo così il suo compagno di scuderia De Angelis.
Derek Warwick scalò in pochi giri, al quarto posto, mentre, nelle retrovie, anche Niki Lauda si faceva largo, ponendosi all'ottavo posto. Al quarto giro si fermò ai box Manfred Winkelhock, mentre Rosberg cedette ancora posizioni, a Piquet, Prost e Lauda. Al quinto giro Alain Prost passò Piquet, per il quinto posto, ponendosi alle spalle di Warwick. Il francese passò il britannico al giro 6.
Al dodicesimo giro Nelson Piquet rallentò vistosamente, facendosi passare da Lauda e René Arnoux. Il motore della BMW era ancora in panne, e costrinse il campione del mondo all'ennesimo ritiro stagionale, il quinto in cinque gare. La rimonta della McLaren proseguì nei giri successivi: Prost strappò il terzo posto a Mansell, mentre Lauda ebbe la meglio su Warwick. Al giro 17 l'austriaco passò anche Mansell.
La gara era sempre condotta da Patrick Tambay, davanti a Elio De Angelis, Alain Prost, Niki Lauda, Nigel Mansell, Derek Warwick e René Arnoux. De Angelis resistette al secondo posto fino al diciottesimo giro, quando dovette cedere a Prost. Tre giri dopo il pilota italiano venne passato anche dall'altro pilota McLaren, Lauda.
Al giro 28 Prost, per un problema a una gomma mal fissata, uscì di pista alla curva Pouas. Costretto ai box, il transalpino poté ripartire, ma solo in undicesima posizione. Nigel Mansell effettuò il suo cambio gomme al trentesimo giro, scendendo al settimo posto. Cinque giri dopo fu il turno di Derek Warwick, che riprese la pista settimo, davanti ad Arnoux. De Angelis si arrestò al giro 38, venendo passato da Rosberg, Mansell e Warwick. Un giro dopo, a Villeroy, Tambay doppiò Jacques Laffite, ma così permise a Lauda di avvicinarsi. L'austriaco mise due ruote fuori dall'asfalto, per passare il francese, senza successo. Sempre nello stesso giro Mansell colse il terzo posto, ai danni di Keke Rosberg.
Al giro 41, sfruttando un piccolo errore di Tambay, penalizzato da un impianto frenante non perfetto, Niki Lauda si pose al comando del gran premio. Al quarantatreesimo passaggio Rosberg, con pneumatici ormai deteriorati, cedette un'altra posizione, a Warwick; il finlandese si fermò ai box solo al giro 47. Tambay cambiò le gomme, due giri prima, ma rimase al secondo posto.
Eddie Cheever fu costretto, al cinquantatreesimo passaggio, ai box, per il cedimento dell'alettone anteriore, dopo un contatto con De Cesaris. Lauda si fermò al cambio gomme al giro 55, permettendo così a Patrick Tambay di tornare al primo posto; nello stesso giro Nigel Mansell e Derek Warwick si avvicinarono al doppiaggio di Marc Surer; Warwick venne tratto in inganno da una brusca frenata di Mansell, e tamponò Surer. Sia il pilota della Renault che quello dell'Arrows furono costretti all'abbandono. Warwick rimase nella monoposto, con la gamba ferita. Il britannico fu portato al centro medico del circuito.
Al cinquantanovesimo passaggio Alain Prost, a causa di forti vibrazioni della sua monoposto, effettuò il cambiogomme, che però fu ancora problematico. Rientrò all'undicesimo posto. La testa della gara cambiò al sessantaduesimo giro: Niki Lauda passò ancora una volta Tambay. Arnoux prese la quarta posizione a De Angelis.
Nell'ultima parte di gara la classifica non mutò, almeno nelle posizioni che valevano i punti, anche se Tambay e i due della Lotus ebbero problemi coi consumi, e Arnoux si trovò a gestire un motore non in piena efficienza.
Niki Lauda riportò la sua ventunesima vittoria, davanti a Patrick Tambay e Nigel Mansell. Prost, che negli ultimi giri si era avvicinato a Rosberg, chiuse settimo, fuori dalla zona dei punti.

### Risultati
I risultati del gran premio furono i seguenti:
| Pos | Nº | Pilota             | Costruttore           | Giri | Tempo/Ritiro             | Pos. Griglia | Punti |
| --- | -- | ------------------ | --------------------- | ---- | ------------------------ | ------------ | ----- |
| 1   | 8  | Niki Lauda         | McLaren-TAG Porsche   | 79   | 1h31'11"951              | 9            | 9     |
| 2   | 15 | Patrick Tambay     | Renault               | 79   | + 7"154                  | 1            | 6     |
| 3   | 12 | Nigel Mansell      | Lotus-Renault         | 79   | + 23"969                 | 6            | 4     |
| 4   | 28 | René Arnoux        | Ferrari               | 79   | + 43"706                 | 11           | 3     |
| 5   | 11 | Elio De Angelis    | Lotus-Renault         | 79   | + 1'06"125               | 2            | 2     |
| 6   | 6  | Keke Rosberg       | Williams-Honda        | 78   | + 1 giro                 | 4            | 1     |
| 7   | 7  | Alain Prost        | McLaren-TAG Porsche   | 78   | + 1 giro                 | 5            |       |
| 8   | 5  | Jacques Laffite    | Williams-Honda        | 78   | + 1 giro                 | 12           |       |
| 9   | 2  | Teo Fabi           | Brabham-BMW           | 78   | + 1 giro                 | 17           |       |
| 10  | 26 | Andrea De Cesaris  | Ligier-Renault        | 77   | + 2 giri                 | 26           |       |
| 11  | 18 | Thierry Boutsen    | Arrows-BMW            | 77   | + 2 giri                 | 14           |       |
| SQ  | 3  | Martin Brundle     | Tyrrell-Ford Cosworth | 76   | Squalificato             | 23           |       |
| 12  | 24 | Piercarlo Ghinzani | Osella-Alfa Romeo     | 74   | + 5 giri                 | 25           |       |
| 13  | 10 | Jonathan Palmer    | RAM-Hart              | 72   | + 7 giri                 | 21           |       |
| Rit | 21 | Mauro Baldi        | Spirit-Hart           | 61   | Motore                   | 24           |       |
| Rit | 16 | Derek Warwick      | Renault               | 53   | Collisione con M.Surer   | 7            |       |
| Rit | 17 | Marc Surer         | Arrows-Ford Cosworth  | 51   | Collisione con D.Warwick | 19           |       |
| Rit | 23 | Eddie Cheever      | Alfa Romeo            | 51   | Motore                   | 16           |       |
| Rit | 19 | Ayrton Senna       | Toleman-Hart          | 35   | Turbo                    | 13           |       |
| Rit | 27 | Michele Alboreto   | Ferrari               | 33   | Motore                   | 10           |       |
| Rit | 20 | Johnny Cecotto     | Toleman-Hart          | 22   | Turbo                    | 18           |       |
| Rit | 22 | Riccardo Patrese   | Alfa Romeo            | 15   | Motore                   | 15           |       |
| Rit | 1  | Nelson Piquet      | Brabham-BMW           | 11   | Turbo                    | 3            |       |
| SQ  | 4  | Stefan Bellof      | Tyrrell-Ford Cosworth | 11   | Cambio                   | 20           |       |
| Rit | 14 | Manfred Winkelhock | ATS-BMW               | 5    | Frizione                 | 8            |       |
| Rit | 9  | Philippe Alliot    | RAM-Hart              | 4    | Problemi elettrici       | 22           |       |
| NP  | 25 | François Hesnault  | Ligier-Renault        |      | Rinuncia alla partenza   |              |       |
| NA  | 30 | Jo Gartner         | Osella-Alfa Romeo     |      |                          |              |       |

## Classifiche

### Piloti
| Pos. | Pilota            | Punti |
| ---- | ----------------- | ----- |
| 1    | Alain Prost       | 24    |
| 2    | Niki Lauda        | 18    |
| 3    | Derek Warwick     | 13    |
| 4    | René Arnoux       | 13    |
| 5    | Elio De Angelis   | 12    |
| 6    | Keke Rosberg      | 10    |
| 7    | Michele Alboreto  | 9     |
| 8    | Patrick Tambay    | 8     |
| 9    | Nigel Mansell     | 4     |
| 10   | Eddie Cheever     | 3     |
| 11   | Riccardo Patrese  | 3     |
| 12   | Andrea De Cesaris | 3     |
| 13   | Thierry Boutsen   | 3     |
| 14   | Ayrton Senna      | 2     |

### Costruttori
| Pos. | Team                | Punti |
| ---- | ------------------- | ----- |
| 1    | McLaren-TAG Porsche | 42    |
| 2    | Ferrari             | 22    |
| 3    | Renault             | 21    |
| 4    | Lotus-Renault       | 16    |
| 5    | Williams-Honda      | 10    |
| 6    | Alfa Romeo          | 6     |
| 7    | Ligier-Renault      | 3     |
| 8    | Arrows-Ford         | 3     |
| 9    | Toleman-Hart        | 2     |

## Decisioni della FISA
A seguito delle indagini compiute sulle monoposto della Tyrrell, al termine del Gran Premio di Detroit, la Federazione scoprì che sulle vetture inglesi, durante la gara, veniva effettuato un rabbocco di un liquido contenente pallini di piombo, che serviva per arricchire l'aria immessa sui tromboncini di aspirazione, al fine di ritardare la detonazione del motore, rendendo così possibile l'utilizzo di un maggior rapporto di compressione, ottenendo una maggiore potenza. In una riunione del 18 luglio 1984, la FISA decise di escludere la Tyrrell dalle rimanenti gare del campionato del mondo, e cancellò tutti i punti ottenuti fino al momento della squalifica. Venne deciso che i punti attribuiti ai piloti della scuderia britannica non sarebbero stati assegnati. Le vetture proseguirono a partecipare al campionato, fino al Gran Premio d'Olanda, ma la loro partecipazione fu sub judice. La squalifica della Tyrrell venne confermata dal Tribunale d'Appello della FISA, dopo una riunione del 29 agosto. La scuderia venne esclusa dai successivi gran premi.
Il 9 ottobre la FISA decise di rideterminare le classifiche di tutte le gare, fino a quel momento disputate, facendo scalare in graduatoria tutti i piloti classificatisi alle spalle dei piloti della Tyrrell. Ciò non portò a una redistribuzione dei punti, in quanto Martin Brundle si era classificato fuori dalla zona dei punti, mentre Stefan Bellof si era ritirato.